# Pužno prenosilo
Pužno prenosilo ili pužni transporter najstarije je prenosilo stalne (kontinuirane) dobave, a služi za prijevoz ili podizanje sipkoga materijala ili tekućine. Takvo je prenosilo na primjer Arhimedov vijak.

## Objašnjenje
U pužnom prenosilu materijal se kreće u koritu pomoću rotirajućeg puža. Poprečni presjek korita najčešće je u obliku slova U. Korito može biti otvoreno ili zatvoreno poklopcem, a ako je potrebno, korito je građeno kao nepropusno za prašinu, vodu, plin ili tako da može raditi pod tlakom. Zato se pužnim prenosilom mogu bez teškoća prenositi materijali koji praše, smrde, koji su otrovni ili eksplozivni. Ako se želi materijal u pužnom prenosilu zagrijavati ili hladiti, izrađuju se korita s dvostrukim stijenkama, između kojih teče sredstvo za zagrijavanje ili hlađenje. Puž za potiskivanje materijala ima elektromotorni pogon preko mehaničkog prijenosnika. Zbog težine materijala i trenja na stijenkama korita, materijal se ne okreće s pužem. Zbog velikog trenja između materijala i korita, odnosno puža, materijal se i usitnjava. Prema tome, materijali osjetljiva oblika i veoma abrazivni materijali nisu prikladni za prijenos pužnim prenosilom. Za svladavanje sila trenja potrebne su veće pogonske snage nego za ostala prenosila stalne dobave. U praksi se pužnim prenosilima prenose veoma mnogo različitih sipkih materijala.
Puž je najvažniji dio pužnog prenosila (transportera). Puž se izvodi kao puni, trakasti i segmentni puž. Puni puž se upotrebljava za prašinasti i zrnasti materijal, trakasti puž za grudast i ljepljiv materijal (melasa, vruć katran, asfalt), a segmentni puž kad je potrebno dodatno miješanje materijala.

### Normalno pužno prenosilo
Normalna pužna prenosila (transporteri) prenose materijal vodoravno ili na malo nagnutim putovima (do oko 20°). Posebne izvedbe pužnih prenosila mogu, uz jako smanjene dobave, prenositi materijal strmo ili okomito. Tada umjesto korita imaju cijev, brzina je vrtnje veća (n > 3,5 okr/s), a zbog povećanog otpora veća je i potrebna snaga. 
Pužna prenosila imaju male presjeke, pa se mogu lako smjestiti i u malom prostoru, na primjer između strojeva, aparata ili bunkera.
Dobava pužnog prenosila obično iznosi do 100 tona/h (najviše do 500 tona/h), a duljina prijenosa od 1 do 10 metara (najviše do 40 metara). Puž ima promjer od 100 do 1 250 milimetara, a brzinu vrtnje od 0,3 do 2,3 okr/s (od 18 do 138 okr/min). Brzina prijenosa materijala rijetko kad doseže 0,5 m/s. Duljina brida grudastog materijala ne smije biti veća od 10% promjera puža, a za materijale nejednolike grudavosti najveća duljina brida iznosi 25% promjera puža.

#### Proračun
Postupak kretanja materijala u pužnim prenosilima počeo se istraživati tek nedavno, pa se proračun pužnih prenosila još uvijek osniva na iskustvenim izrazima. Volumni protok Iv za stalni (kontinuirani) tok sipkog materijala jednak je umnošku presjeka toka materijala A i brzine prijenosa v, pa je:
{\displaystyle I_{v}=A\cdot v={\frac {d^{2}\cdot \pi }{4}}\cdot \phi \cdot n\cdot h}
Zbog zaostajanja materijala prema pužu množi se izraz s brzinskim koeficijentom c, a ako se dobava pužnog prenosila želi izraziti masenim protokom Im, pomnoži se i s nasipnom gustoćom ρ, pa je:
{\displaystyle I_{m}={\frac {d^{2}\cdot \pi }{4}}\cdot \phi \cdot n\cdot h\cdot c\cdot \rho }
gdje je: d - vanjski promjer puža, φ - stupanj punjenja korita (od 0,15 do 0,45), n - brzina vrtnje puža, h - korak puža (h = 0,6∙d - 1,0∙d, manje vrijednosti h odgovaraju velikim promjerima d), a c - brzinski koeficijent (c ≈ 1 za puni puž, c ≈ 0,8 - 0,9 za trakasti puž, c ≈ 0,5 - 0,8 za segmentni puž). Kad se podiže materijal, smanjuje se dobava za približno 2% po stupnju uspona; to vrijedi sve do kuta uspona od oko 20°. Za veće uspone ili okomiti prijenos, smanjenje je dobave veće, ovisno o vrsti materijala. Veća vrijednost stupnja punjenja korita (φ = 0,45) odabire se za lagan i neabrazivan materijal (suhe žitarice, brašno, ugljena prašina i slično).

### Cijevno pužno prenosilo
Cijevno pužno prenosilo ili transporter posebna je izvedba pužnog prenosila koji ima pužnu traku privarenu na unutrašnju stijenku cijevi. Cijev je oslonjena na valjcima i okreće se pomoću ozubljenog vijenca pričvršćenoga na vanjskom obodu cijevi. Brzina vrtnje, korak puža i stupanj punjenja približno su upola manji nego u normalnih pužnih prenosila. Cijevna pužna prenosila omogućuju dobro miješanje prenesenog materijala i veoma su prikladni za toplinsku (termičku) obradu materijala za vrijeme prijenosa, na primjer u okretnim cijevnim pećima tvornice cementa.

## Vanjske poveznice
|  | Zajednički poslužitelj ima još gradiva o temi Pužno prenosilo |